# Buchnera lastii
Buchnera lastii är en snyltrotsväxtart. Buchnera lastii ingår i släktet Buchnera och familjen snyltrotsväxter.

## Underarter
Arten delas in i följande underarter:
- B. l. lastii
- B. l. pubiflora